# 부안 미선나무 자생지
부안 미선나무 자생지는 대한민국 전북특별자치도 부안군에 있는, 미선나무의 자생지이다. 대한민국의 천연기념물 제370호로 지정되어 있다.